# 유홍 (동양절후)
유홍(劉弘, ? ~ 기원전 60년)은 전한 후기의 제후로, 청하강왕의 아들이다.

## 행적
본시 4년(기원전 70년), 동양후(東陽侯)에 봉해젔다.
신작 2년(기원전 60년)에 죽으니 시호를 절이라 하였고, 작위는 아들 유종이 이었다.

## 출전
- 반고, 《한서》 권15하 왕자후표 下

| 선대 (첫 봉건) | 전한의 동양후 기원전 70년 ~ 기원전 60년 | 후대 아들 동양희후 유종 |